# Gmina zbiorowa Oldendorf-Himmelpforten
Gmina zbiorowa Oldendorf-Himmelpforten (niem. Samtgemeinde Oldendorf-Himmelpforten) – gmina zbiorowa położona w niemieckim kraju związkowym Dolna Saksonia, w powiecie Stade. Siedziba administracji gminy zbiorowej znajduje się w miejscowości Himmelpforten. Powstała 1 stycznia 2014 z połączenia gminy zbiorowej Himmelpforten z gminą zbiorową Oldendorf.

## Podział administracyjny
Do gminy zbiorowej Oldendorf-Himmelpforten należy dziesięć gmin:
1. Burweg
2. Düdenbüttel
3. Engelschoff
4. Estorf
5. Großenwörden
6. Hammah
7. Heinbockel
8. Himmelpforten
9. Kranenburg
10. Oldendorf